# 柯旗化
柯旗化（1929年1月1日—2002年1月16日），筆名明哲，生於台灣高雄市左營區，是臺灣的文學家及英語教育家。臺灣白色恐怖時期的受難者，因被懷疑思想左傾，遭到刑求後被長期監禁。此外，他也是台灣獨立運動的支持者。

## 生平
他在臺灣日治時期出生於高雄州岡山郡左營庄（今高雄市左營區），因為母親是高雄州旗山郡（今高雄市旗山區）人，父親是台南州新化郡善化街（今台南市善化區）人，截兩個地名之一，將他取名為旗化。
二二八事件中，曾親眼目睹國民黨軍隊在高雄地區發生肅清屠殺，此後反對國民黨政府，萌生台灣自決的想法。大學畢業後，任中學英文教師。
1951年，因為與就讀高雄中學時期同學在私下閒聊中，透露對政府不滿的想法。其同學因案被捕，將柯旗化舉為人證，員警在他住處搜出《唯物辯證法》一書，被認為思想左傾，柯旗化遭到刑求審訊，半個月後，移送臺北保安司令部保安處關押。半年後，被裁定無罪管訓，先送到臺北內湖國小的新生訓導處監禁，後移至綠島服苦役及思想改造。一年多後被釋放。
著有《新英文法》。後來有位審訊人員卻以為他的名字有旗有化，暗示叛亂。在泰源監獄曾教黃金島與江炳興等難友外文。

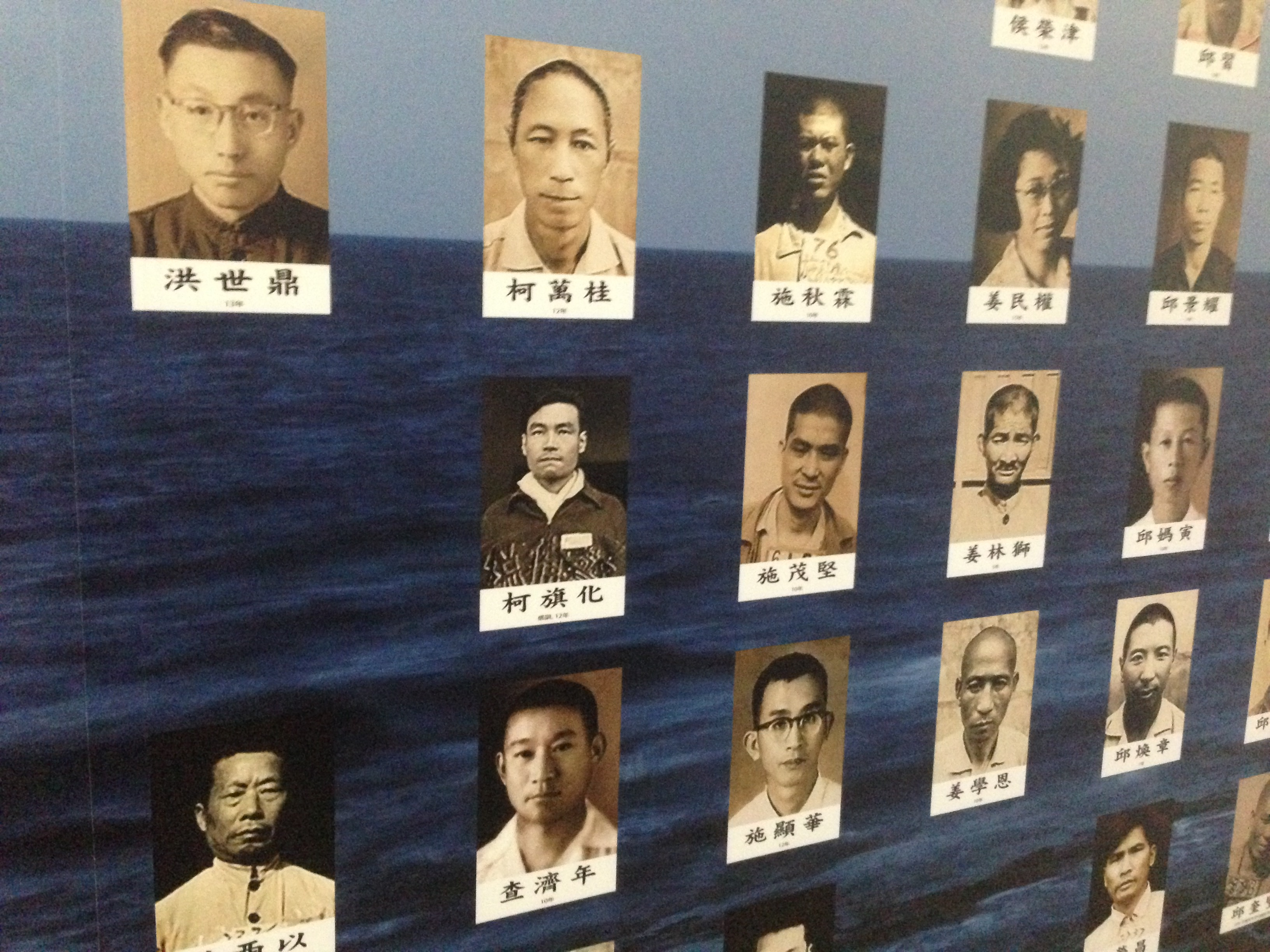
綠島人權文化園區新生訓導處第三大隊展示區的牆壁上，有柯旗化、姜民權等囚犯照片。

## 家庭
- 妻子：蔡阿李
- 兒子：
  - 柯志明（中央研究院社會學研究所研究員，2001年獲得「吳三連獎社會學獎」，研究台灣不同族群社會文化，2024年當選為中央研究院院士[3]）
  - 柯志哲 (台灣大學社會學系教授，曾擔任系主任， 研究組織社會學、經濟社會學)
- 女兒：柯潔芳

## 故居

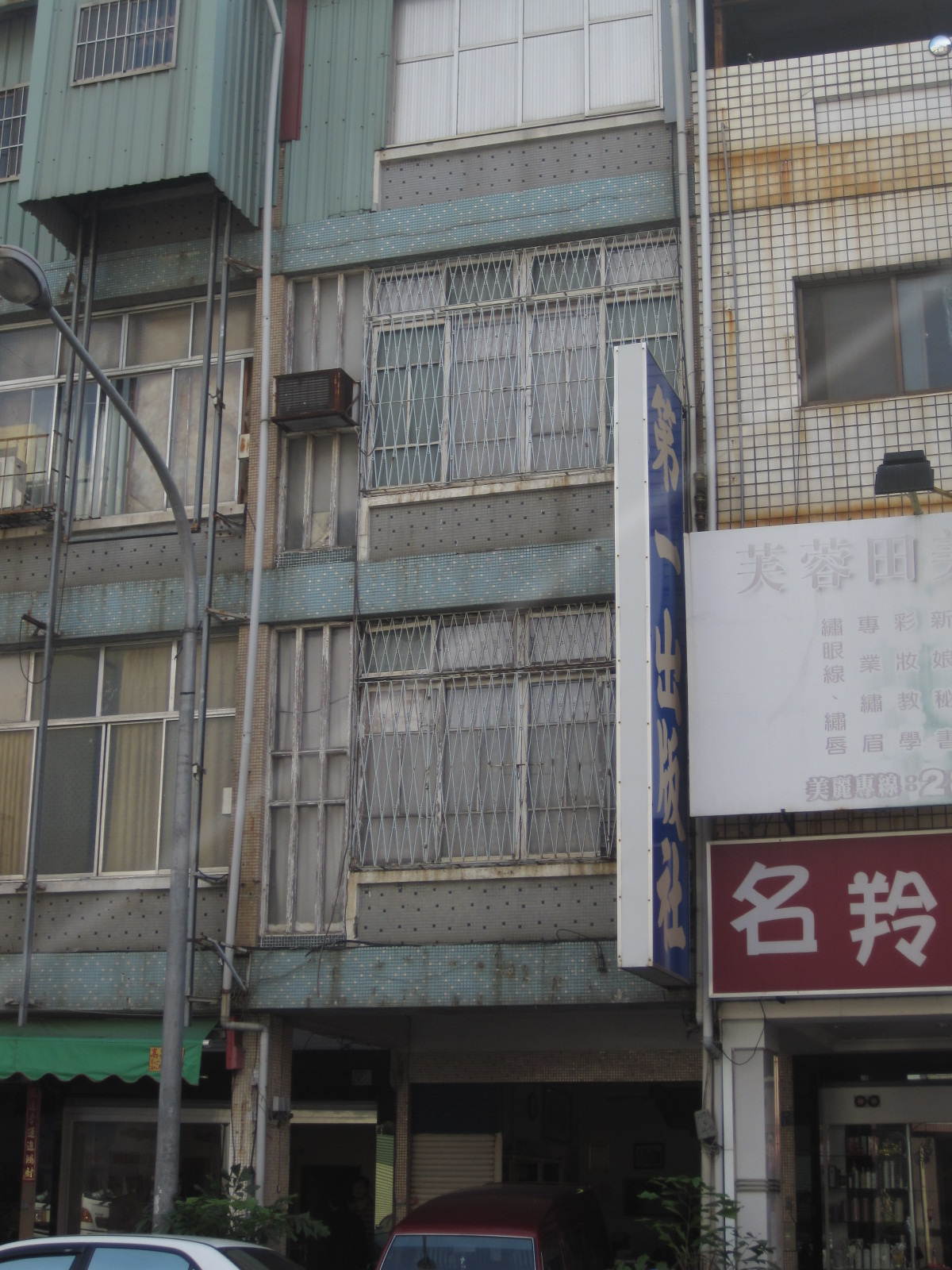
柯旗化故居「第一出版社」

柯旗化出獄後在高雄市新興區的故居為一三層建築，一樓供第一出版社使用，二樓以上為居住空間。2004年被登錄為高雄市歷史建築。2013年2月18日開放參觀。

## 學歷
- 1935年4月1日：進入左營公學校（今高雄市左營區舊城國民小學）尋常科就讀，六年後得第一名拿市長獎畢業。
- 1941年：考入旭國民學校高等科。
- 1942年3月：考上高雄中學。
- 1946年6月：考上台灣省立師範學院（今國立台灣師範大學）英語專修科。1949年6月畢業。

## 經歷
- 1949年8月：到高雄縣立旗山初級中學（今高雄市立旗山國民中學）執教。
- 1951年3月：調到台灣省立高雄市女子中學任教。
- 1951年7月31日：柯旗化被因案被捕的就讀高雄中學時期同學舉為人證，被查獲擁有一本《唯物辯證法》的書籍而被捕，以「思想左傾」的罪名送到綠島新生訓導處接受感訓。
- 1953年4月：感訓完畢，回到台灣省立高雄市女子中學任教三個月後，轉任美軍顧問團翻譯官。
- 1955年12月9日：與蔡阿李女士結婚，再度回到台灣省立高雄市女子中學任教十個月。
- 1958年5月：創辦「高雄第一出版社」，位在高雄市新興區六合一路155號，出版英語學習書籍，也暗中出版黨外人士著作。
- 1961年10月4日：遭任教高雄縣立旗山初級中學時期的王姓學生牽連，第二度被捕入獄。
- 1965年7月4日：高雄第一出版社遷到高雄市新興區八德二路37號（現址）。
- 1976年6月19日：從綠島釋放。
- 1977年12月：高雄第一出版社更名為「第一出版社」。
- 1984年5月：第一出版社附設「台灣文化圖書服務部」銷售台灣文化圖書，並編印柯旗化編《台灣文化圖書目錄》一萬份以上。
- 1986年6月1日：第一出版社附設「台灣文化雜誌社」，創辦《台灣文化季刊》；1988年9月，《台灣文化季刊》遭查禁，停刊，共發行10期。
- 1989年至1990年：在台灣新國家聯盟《新國家月刊》、新文化雜誌社《新文化雜誌》、台灣基督長老教會《台灣教會公報》等發表有關二二八事件及台灣獨立運動評論，在《民眾日報》〈天聲人語〉專欄發表政治評論。
- 1992年：完成自傳小說《台灣監獄島》。
- 1995年1月：被診斷出罹患帕金森氏症。
- 1996年10月：被診斷出罹患重度阿茲海默症。
- 1997年6月8日：受洗成為基督徒。
- 2002年1月16日：逝世。
- 2002年2月3日：於高雄德生長老教會舉行告別禮拜。

## 作品
英語學習
- 《初中英語手冊》：高雄第一出版社1958年5月出版。
- 《投考高中英文指導》：高雄第一出版社1959年6月出版。
- 《新英文法》（New English Grammar）：高雄第一出版社1960年9月出版，是由《初中英語手冊》整理改編的，為台灣最暢銷的英文文法書籍，最新版為第一出版社2009年3月第144印，ISBN 957-98939-1-8（平裝）、ISBN 957-98939-0-X（精裝）。
- 《新英文法 基礎篇》：高雄第一出版社1960年9月出版，ISBN 957-98939-3-4
- 《新英文法 增補改訂版》：高雄第一出版社1967年12月出版
- 《英文單字成語手冊》：高雄第一出版社1960年1月出版，是《新英文法》的附冊，內附《新英文法》習題解答。
- 《初中英文法要訣》：高雄第一出版社1960年1月出版。
- 《活頁英文法測驗卷》：高雄第一出版社1960年1月出版。
- 《高中英文單字成語總整理》：高雄第一出版社1960年9月出版。
- 《標準英文法測驗卷》：高雄第一出版社1965年出版。
- 《投考大學英語單字發音總整理》：高雄第一出版社1968年6月出版。
- 《國中英語總整理》：高雄第一出版社1977年6月出版。
- 《活頁高中入學英語試題》：第一出版社1977年12月出版。
- 《活頁國中新英文法測驗》：第一出版社1978年2月出版。
- 《國中新英文法》：第一出版社1978年9月初版一印（第一印）、1987年6月修訂一版一印（第19印），ISBN 957-98939-2-6
- 《國中英語手冊》：第一出版社1978年9月出版。
- 《高級英文翻譯句型總整理》（上、下冊）：第一出版社1982年10月初版一印（第一印），ISBN 957-98939-5-0

文學作品

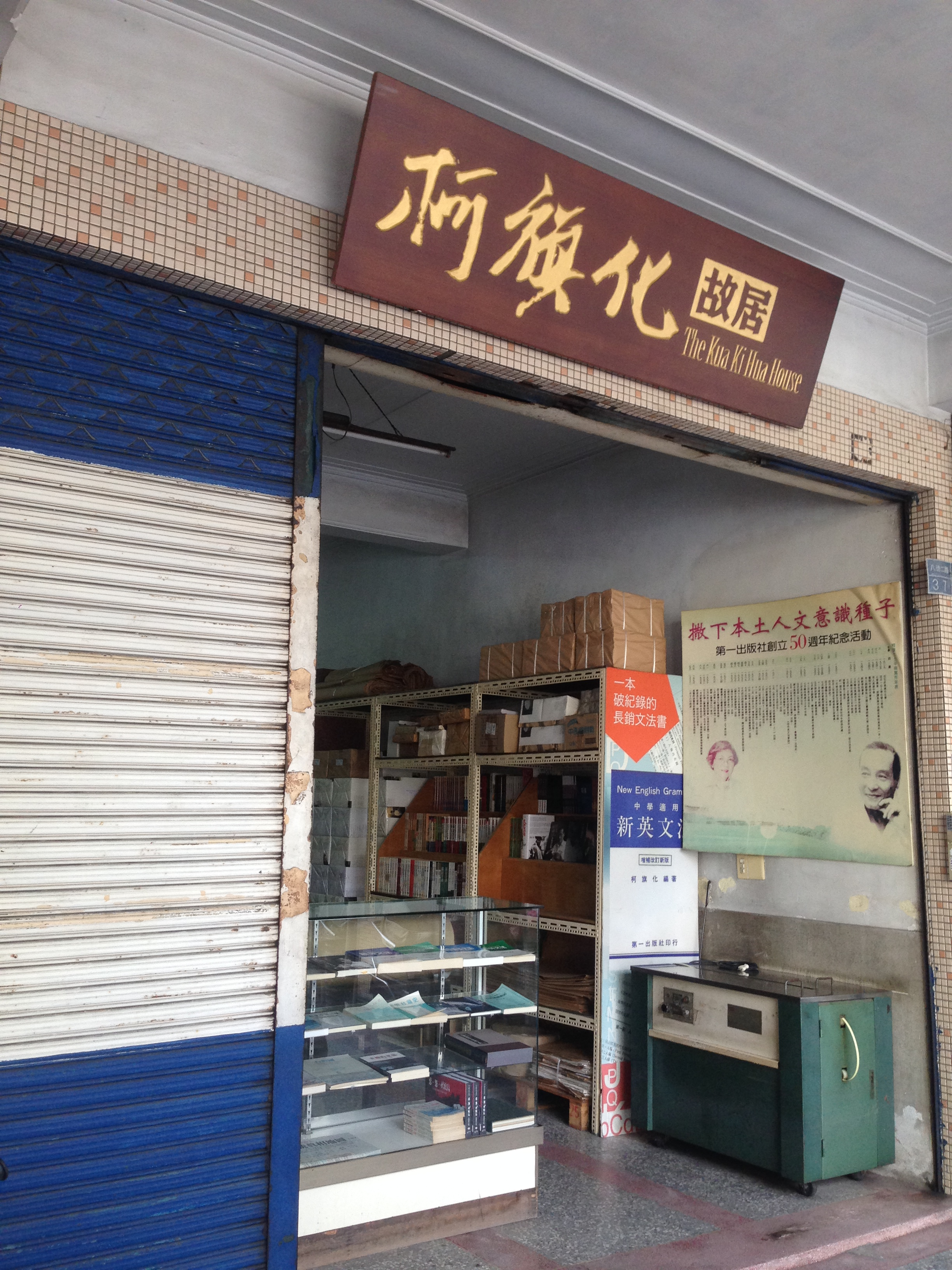
柯旗化故居店面

- 《南國故鄉》：中篇小說集，高雄第一出版社1969年7月出版，第一出版社2007年封面更新再版（第三印），ISBN 978-957-98939-8-5。
- 《明哲詩集：鄉土的呼喚》：現代詩集，笠詩刊社1986年2月第一版。
- 《母親的悲願》：現代詩集，紀念在二二八事件中犧牲的高雄中學學長余仁德而作，第一出版社1990年3月出版，ISBN 957-98939-7-7。
- 《台灣監獄島：柯旗化回憶錄[永久]》：自傳小說，East Press（日语：イースト・プレス）1992年7月25日以日文出版，ISBN 4900568481；2002年2月第一出版社翻譯成中文出版，ISBN 957-98939-6-9；2008年中文版封面更新再版，現由群學出版有限公司經銷。
- 《獄中家書：柯旗化坐監書信集》：書信集，謝仕淵編撰，國立台灣歷史博物館2010年9月出版，ISBN 978-9860246506。

### 腳註
1. ↑  陳永興, 苦難台灣人的見證 的存檔，存档日期2014-01-06., 新台灣新聞周刊, 2002/02/04
2. ↑  改換國旗PDF[]
3. ↑  林巧璉. . 中央通訊社. 2024-07-06  [2024-07-08]. （原始内容存档于2024-07-13）.
4. ↑  . 國家文化資產網. 文化部文化資產局.   [2023-10-21]. （原始内容存档于2018-01-20） （中文（臺灣））.
5. ↑  .   [2013-02-18]. （原始内容存档于2016-08-14）.

### 文獻
- 莊金國：【長篇自傳台灣監獄島控訴國民黨歷史罪行】，《新台灣新聞週刊》：305期，2001年
- 蔡坤守：【柯旗化與白色恐怖】，《自由時報》自由廣場（讀者投書），2002年2月1日
- 綠島政治受難者柯旗化, 國家人權博物館籌備處
- 台灣台東縣政府：綠島人權紀念碑
- 台灣行政院文化建設委員會：《2002年台灣文學年鑑》

## 外部連結
- 柯旗化故居—高雄市政府文化局
- 第一出版社 First Publishing Co_  痞客邦 （页面存档备份，存于）
- 圖書經銷：群學出版有限公司 （页面存档备份，存于）
- 南國故鄉—柯旗化故居 （页面存档备份，存于）
- 柯旗化故居—文化部文化資產局 （页面存档备份，存于）